# Wiedeńskie kobietki
Wiedeńskie kobietki (niem. Wiener Frauen) – operetka Franza Lehára w trzech aktach z 1902 roku. Prapremiera miała miejsce w Wiedniu w Theater an der Vien. Libretto zostało napisane przez Emila Noriniego i Ottokara Tann-Berglera.

## Historia powstania utworu
1 lipca 1901 roku Franz Lehár objął posadę kapelmistrza w Theater an der Wien. Jego nowy dyrektor Wilhelm Karczag, który właśnie kupił podupadający, choć sławny teatr poszukiwał repertuaru na sezon 1902/1903. Po dokonaniu niezbędnych prac remontowych, miał to być pierwszy pełny sezon teatralny i w dodatku miał Teatrowi nad Wiednią pozwolić odzyskać jego publiczność. Lehár postanowił skorzystać z nadarzającej się okazji i już w lutym 1902 roku zaczął rozglądać się za librettem. Nauczony przykrym doświadczeniem swoich wcześniejszych prób scenicznych szukał uznanych fachowców. Zwrócił się więc najpierw do Victora Léona, autora librett dwóch największych ostatnio wydarzeń na scenie operetkowej: Zemsty nietoperza Johanna Straussa i Balu w operze Heubergera. Przesłał mu wyciąg ze swojej opery Kukułka proponując współpracę. Léon nie odpowiedział jednak na propozycję nieznanego szerzej kapelmistrza Theater an der Wien.
Z kłopotu wybawił Lehára przyjaciel ze stowarzyszenia „Schlaraffia”, kupiec, później wydawca Friedrich Schmiedell. Brat Schmiedella, znany aktor Emil Norini, przyjaźnił się z dziennikarzem Ottokarem Tann-Berglerem, który z kolei znał dobrze śpiewaka Aleksandra Girardiego. Girardi był gwiazdą operetki wiedeńskiej i ulubieńcem wiedeńskiej publiczności. Karczag pozyskał go dla swego teatru, a Girardi zaakceptował tekst, który przedstawili mu Norini z Tann-Berglerem. Napisanie muzyki autorzy libretta powierzyli Lehárowi.
Tekst stanowił przeróbkę francuskiej sztuki George’a Ohneta Le mâitre des forges, wystawionej niedawno w Burgertheater jako Hüttenbesitzer (Właściciel huty). Adaptacja zmieniła wymowę sztuki z dramatycznej na komediową, a dla spotęgowania dowcipu dodawała zabawną postać stroiciela fortepianów. Utwór nazwany początkowo Stroiciel, ostatecznie otrzymał tytuł Wiedeńskie kobietki.
Przystępując do pisania muzyki Lehár stanął przed poważnym problemem. Miał napisać utwór z główną rolą dla Girardiego, a nigdy nie widział go na scenie, nie wiedział nawet jak śpiewa. Nie chciał jednak przyznać się do tego z oawy, by mu nie odebrano libretta. Toteż pisał pełen obaw. Gdy wreszcie spotkał Girardiego na próbie, przegrał mu kilka taktów i ten zaakceptował je bez zastrzeżeń, Lehár wyzbył się lęku i praca nabrała tempa. Na dodatek po dłuższym milczeniu odezwał się również Victor Léon i ostatecznie wiosną i latem 1902 roku Lehárowi przyszło pracować nad dwoma partyturami operetek, które jesienią miały zostać wystawione na scenach wiedeńskich.

## Osoby

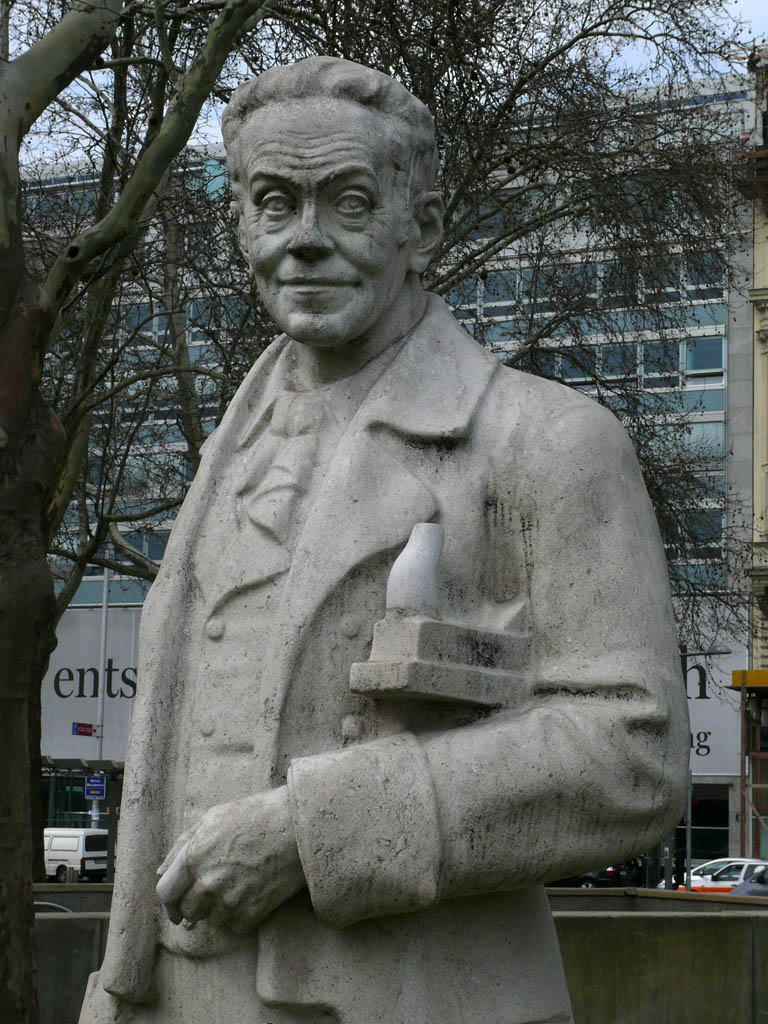
Aleksander Girardi

| Rola                             | Aktor z premiery 21 listopada 1902 |
| -------------------------------- | ---------------------------------- |
| Wilibald Brandl                  | Aleksander Girardi                 |
| Klara                            |                                    |
| Filip, jej mąż                   |                                    |
| Nechledil, stroiciel fortepianów | Oscar Sachs                        |
| Jeanette, pokojówka Klary        |                                    |

## Treść
Młoda i piękna Francuzka, Klara zakochała się przed laty w Wilibaldzie, swoim wiedeńskim nauczycielu muzyki. Jej uczucie potęgował walc, melodyjnie śpiewany przez Wilibalda. Ukochany musiał jednak wyjechać do Ameryki. Po latach Klara, przekonana, że Wilibald utonął w drodze do Ameryki, decyduje się poślubić młodego i przystojnego Filipa. W dzień ślubu, gdy młodzi składają usta do pierwszego pocałunku w sąsiednim pokoju rozbrzmiewają takty walca nuconego ongiś przez Wilibalda. Klara orientuje się, że Wilibald żyje i do niej wrócił. Zostawia zdezorientowanego Filipa i wybiega z sypialni. Kolejne dwa akty obfitują w liczne zwroty akcji. Ostatecznie Klara wraca do kochającego ją Filipa, uświadomiwszy sobie, że naprawdę go kocha, a jej dziewczęce uczucie pochodziło bardziej z zauroczenia walcem niż osobą Wilibalda. Wilibald nie rozpacza, lecz w nowej sytuacji zwraca się w stronę pokojówki Klary, fertycznej Jeannette.

## Dalsze losy
Premiera operetki miała miejsce 21 listopada w Theater an der Wien. Sztuka odniosła sukces. W ciągu 2 miesięcy zagrano ją 50 razy. Potem dodano jeszcze 19 przedstawień. Po Wiedniu wystawiły ją też inne sceny monarchii. Operetka wiedeńska znajdowała się wówczas w impasie. Odeszła pierwsza generacja jej twórców: Suppé (1895), Zeller (1898), J. Strauss (1899) i Millöcker (1899). Teatry nie miały repertuaru, publiczność traciła zainteresowanie popularnym dotąd gatunkiem. Stąd zainteresowanie Wiedeńskimi kobietkami można uznać za znaczące.
Krytycy za głównego sprawcę sukcesu uznawali Girardiego. Wilhelm Sterk pisał 23 listopada w Wiener Allgemeine Zeitung: Ciekaw jestem co na „Wiedeńskie kobietki” powiedziałaby tak entuzjastycznie reagująca publiczność, gdyby na scenie zabrakło Aleksandra Girardiego. Z urzekającą mocą gra Wilibalda Brandla, płaskie teksty podaje z tysiącem mieniących się niuansów, w całą postać tchnął życie i dowcip, jakiego nie domyślali się nawet autorzy libretta. Nie zabrakło również słów uznania dla kompozytora: W gatunku operetki pan Lehár jest zjawiskiem, które powinniśmy powitać ze szczególną serdecznością. Po długiej przerwie nareszcie znów mamy kompozytora, który wie, jak pisać operetki. Można się też było spodziewać, iż Lehár mający poza sobą długoletnie doświadczenia w pracy kapelmistrzowskiej z orkiestrami wojskowymi, zinstrumentuje swe dzieło wykorzystując wszelkie środki nowoczesnej techniki kompozytorskiej. Ogólnie krytyki były wspaniałe dla Girardiego i przychylne Lehárowi, natomiast nisko oceniały libretto.

## Klucz do raju
Nową wersję libretta, na fali sukcesu Wesołej wdówki przygotował w 1906 autor libretta Emil Norini z pisarzem Juliusem Horstem. Operetka pod zmienionym tytułem Klucz do raju (Der Schlüssel zum Paradies) miała premierę 20 października 1906 roku w Central Theater w Lipsku. Dyrygował nią osobiście Lehár. Przyjęto ją jednak bez entuzjazmu.